# Lebanon (Connecticut)
Lebanon es uno pueblo ubicado en el condado de New London en el estado estadounidense de Connecticut. En el año 2005 tenía una población de 7358 habitantes y una densidad poblacional de 52 personas por km². En esta localidad nació el pintor, arquitecto y escritor John Trumbull (1756-1843).

## Geografía
Lebanon se encuentra ubicado en las coordenadas 41°37′57″N 72°42′24″O / 41.63250, -72.70667.

## Demografía
Según la Oficina del Censo en 2000 los ingresos medios por hogar en la localidad eran de $61,173 y los ingresos medios por familia eran $63,198. Los hombres tenían unos ingresos medios de $45,952 frente a los $35,594 para las mujeres. La renta per cápita para la localidad era de $25,784. Alrededor del 2.3% de la población estaban por debajo del umbral de pobreza.